# Xúp Ogbono
Xúp Ogbono là một món ăn có nguồn gốc xuất xứ từ Nigeria được làm từ hạt ogbono khô. Hạt Ogbono (tên địa phương của Chi Kơ nia) có nguồn gốc và được trồng lần đầu tiên ở miền Nam Nigeria với nhiều biến thể khác nhau. Theo nghiên cứu của Chris Chinaka và J.C. Obiefuna, Ogbono là một loại cây rừng bản địa gắn liền với thực vật được xếp vào loại 'lâm sản ngoài gỗ'. Nó có nhiều tên địa phương khác nhau ở Nigeria. Việc sử dụng từ "ogbono" một cách phổ biến theo cách nói chung của người Nigeria bắt nguồn từ tiếng Igbo. Ở Nupe, nó được gọi là 'pekpeara', 'ogwi' ở Bini, 'uyo' ở Efik, và 'oro' hoặc 'apon' ở Yoruba. Mặc dù ogbono (hạt dika) và ugiri, tên gọi trong tiếng Igbo cho xoài Phi châu, thực sự rất giống nhau và thường được coi là tương đồng, nhưng về mặt kỹ thuật thì có sự khác biệt.

## Nguyên liệu
Hạt ogbono xay được sử dụng để làm chất cô đặc và tạo cho xúp có màu đen. Bên cạnh hạt, nước và dầu cọ, món ăn thường chứa thịt và/hoặc cá, gia vị chẳng hạn như ớt, rau sống và các loại rau củ khác. 
Các loại rau ăn lá điển hình bao gồm lá đắng và celosia. Các loại rau điển hình khác bao gồm cà chua và đậu bắp. Các loại gia vị điển hình bao gồm ớt, hành tây và iru (đậu châu chấu lên men). Các loại thịt điển hình bao gồm thịt bò, thịt dê, cá, thịt gà, thịt rừng, tôm hoặc tôm hùm đất.

## Thưởng thức
Xúp Ogbono có thể được ăn kèm với fufu, hoặc khoai nghiền. Ở các quốc gia khác, món xúp này có thể được bày bán ở dạng đóng gói sẵn ở một số thị trường chuyên về thực phẩm Tây Phi. Xúp Ogbono có kết cấu nhầy giống như xúp okra.